# Feldbahnübung Uelzen–Celle
| Feldbahngleise im Bahnhof Uelzen |                                |                              |                              |
| Streckenlänge: | ca. 70 km                      |                              |                              |
| Spurweite: | 600 mm (Schmalspur)            |                              |                              |
| Streckengeschwindigkeit: | 10 (und versuchsweise 15) km/h |                              |                              |
| |                                |                              |                              |
| \| \| \| \| \| \| \| \| Uelzen \| \| \| \| \| Hansen (Uelzen) \| \| \| \| \| Gerdau (Fluss) \| \| \| \| \| Gerdehaus bei Faßberg \| \| \| \| \| Sothrieth (Bach) \| \| \| \| \| Weesen bei Hermannsburg \| \| \| \| \| Weesener Bach (Lutter) \| \| \| \| \| Citronenberg (85 m über NHN) \| \| \| \| \| Scheuen (Celle) \| \| \| \| \| Groß Hehlen \| \| \| \| \| Klein Hehlen \| \| \| \| \| Aller (Fluss) \| \| \| \| \| Celle-Neustadt \| \| \| \| \| Celle \| \| \| \| \| \| \| |                                |                              |                              |
| Bahnhof quer |                                |                              |                              |
| Kopfbahnhof Streckenanfang (Strecke außer Betrieb) |                                | Uelzen                       | Uelzen                       |
| Bahnhof (Strecke außer Betrieb) |                                | Hansen (Uelzen)              | Hansen (Uelzen)              |
| Bahnhof (Strecke außer Betrieb) |                                | Gerdau (Fluss)               | Gerdau (Fluss)               |
| Bahnhof (Strecke außer Betrieb) |                                | Gerdehaus bei Faßberg        | Gerdehaus bei Faßberg        |
| Bahnhof (Strecke außer Betrieb) |                                | Sothrieth (Bach)             | Sothrieth (Bach)             |
| Bahnhof (Strecke außer Betrieb) |                                | Weesen bei Hermannsburg      | Weesen bei Hermannsburg      |
| Bahnhof (Strecke außer Betrieb) |                                | Weesener Bach (Lutter)       | Weesener Bach (Lutter)       |
| Bahnhof (Strecke außer Betrieb) |                                | Citronenberg (85 m über NHN) | Citronenberg (85 m über NHN) |
| Bahnhof (Strecke außer Betrieb) |                                | Scheuen (Celle)              | Scheuen (Celle)              |
| Bahnhof (Strecke außer Betrieb) |                                | Groß Hehlen                  | Groß Hehlen                  |
| Bahnhof (Strecke außer Betrieb) |                                | Klein Hehlen                 | Klein Hehlen                 |
| Bahnhof (Strecke außer Betrieb) |                                | Aller (Fluss)                | Aller (Fluss)                |
| Bahnhof (Strecke außer Betrieb) |                                | Celle-Neustadt               | Celle-Neustadt               |
| Kopfbahnhof Streckenende (Strecke außer Betrieb) |                                | Celle                        | Celle                        |
| Bahnhof quer |                                |                              |                              |

Die Feldbahnübung Uelzen–Celle, 1892, war ein Manöver, bei dem eine etwa 70 km lange Feldbahn mit einer Spurweite von 600 mm von Uelzen über Weesen bei Hermannsburg nach Celle verlegt und betrieben wurde.

## Geschichte
Die Feldbahn von Uelzen nach Celle wurde von Spezialisten geplant und mit fliegenden Gleisen gebaut und kurzzeitig betrieben. An der realistischen militärischen Übung nahmen Truppen aus verschiedenen Teilen Deutschlands, insbesondere aus Preußen, Sachsen und Bayern teil. Der Bautrupp bestand aus vier preußischen, einer bayrischen und vier Reservisten-Kompanien. Unter anderem war der Einbautrupp der 4. Reservebaukompagnie am Bau der Strecke beteiligt.
Zweck der Übung war, zu erkunden, wie im Kriegsfall Material mit einer Schmalspurbahn schnellstmöglich an die Front transportiert werden kann. Es wurde gerade diese Strecke gewählt, weil sie wenige Hindernisse aufwies und die Heidegegend abgeschieden lag. Von ihr sind 31 Fotos erhalten, die Eisenbahndepots, Brücken, Lokomotiven, Züge, Militärlager und Landschaften zeigen.
Vom 28. Juli bis 13. August 1892 lief der regelmäßige Betrieb auf der Feldbahn mit einer Höchstgeschwindigkeit von 10 km/h. Es verkehrten täglich 14 Züge mit 40 bis 50 t in jeder Richtung. Am 30. Juli brach ein Waldbrand aus und sorgte für eine größere Störung. Zum Abbau der Feldbahn trafen am 8. August 1892 insgesamt 372 Mannschaftsdienstgrade, 48 Unteroffiziere und 20 Offiziere ein. Am 22. September 1892 wurden die Arbeiten beendet.

## Schienenfahrzeuge
Die etwa 70 km lange Strecke wurde mit Doppellokomotiven der Baureihe Zwilling der preußischen Heeresfeldbahn befahren. Zur Versorgung der Dampflokomotiven mit Wasser wurde während der Übung am Bahnhof Uelzen ein Brunnen gebohrt. Die Wagen wurden von der Firma Krupp gebaut. Auch ein mit Planen abgedeckter Sanitätsversuchszug wurde auf der Strecke eingesetzt.

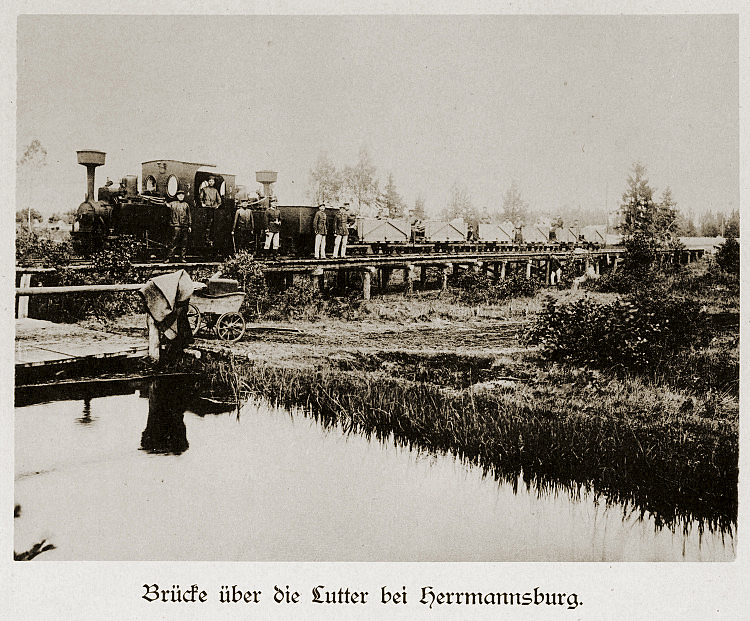
Zwilling auf der Brücke über den Weesener Bach (auch Lutter genannt)
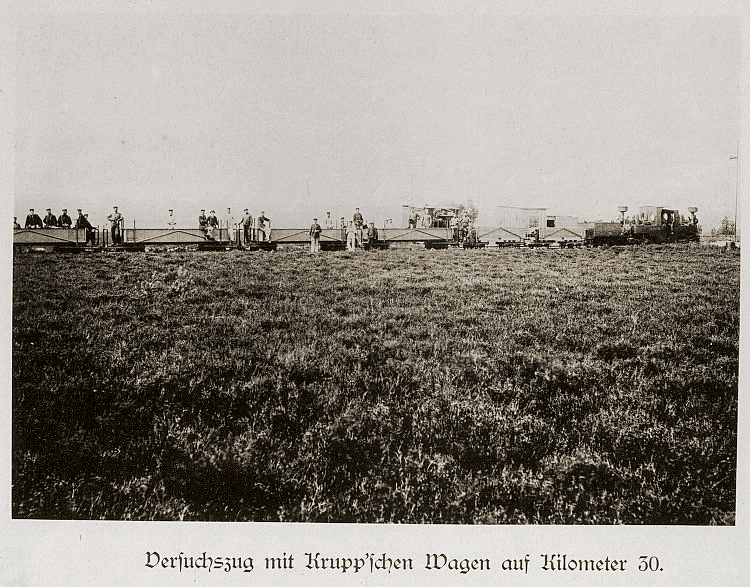
Versuchszug mit Krupp-Wagen auf Kilometer 30
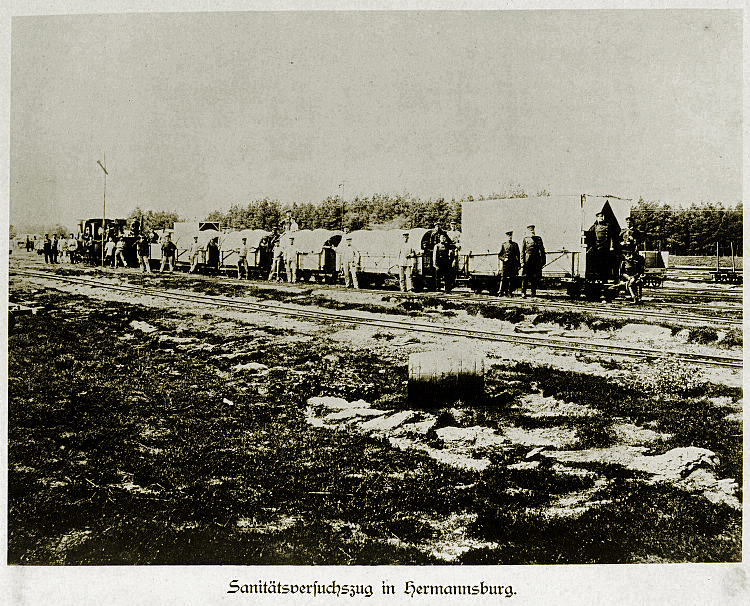
Sanitätsversuchszug in Weesen bei Hermannsburg

## Brücken
Die Aller wurde mit einer während der Übung errichteten Stahlbrücke überquert. Über die Lutter bei Hermannsburg führte eine hölzerne Behelfsbrücke. Ähnliche Holzbrücken wurden zur Überquerung der Sothrieth und der Gerdau bei Hansen errichtet.

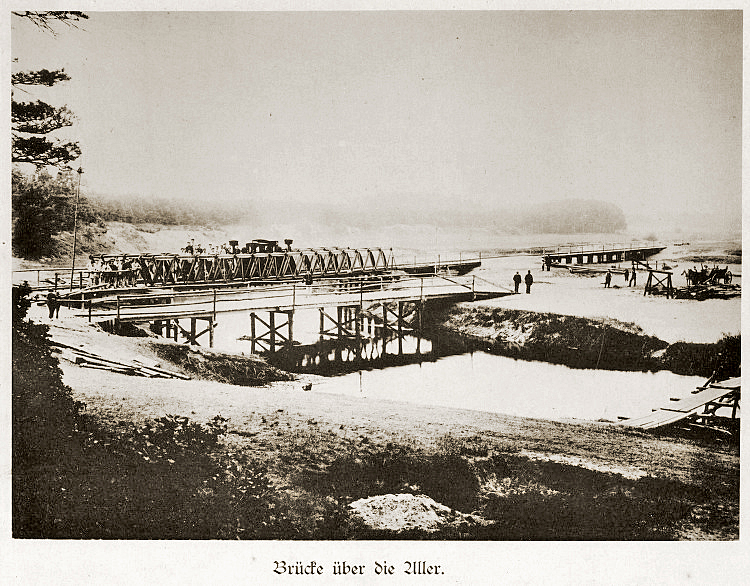
Stahlbrücke über die Aller
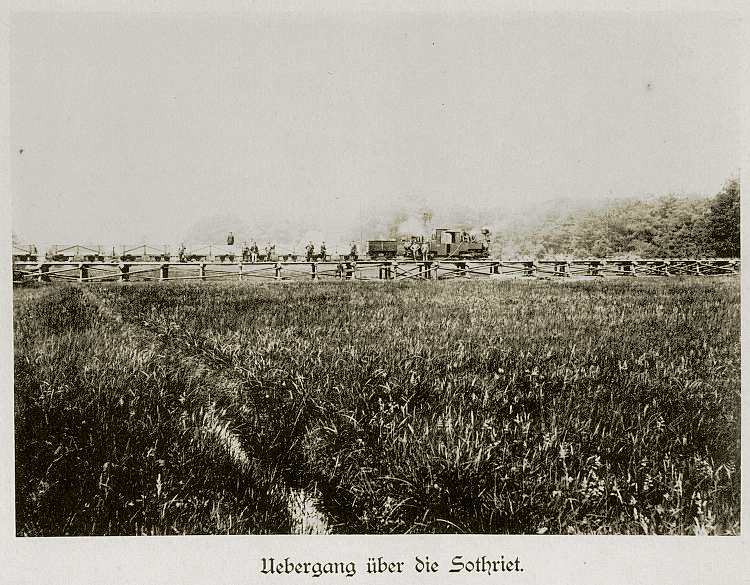
Übergang über die Sothrieth
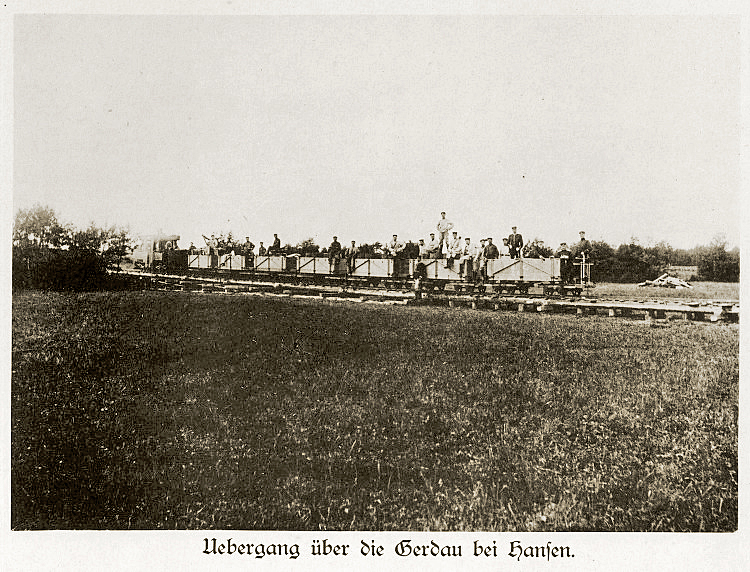
Übergang über die Gerdau bei Hansen

## Manöverleitung
Der Chef des Generalstabs des Heeres, Generalleutnant Alfred Graf von Schlieffen, inspizierte die Arbeiten. Am 10. August 1892 versammelte sich das Offizierkorps in Celle. Die fertiggestellte Strecke wurde von dem preußischen General der Infanterie Max von Bock und Polach besichtigt.
Die Abfahrt des letzten fahrplanmäßigen Zuges von Hermannsburg nach Uelzen fand als Probefahrt mit 15 km/h Geschwindigkeit am 13. August 1892 statt. Kurz darauf begann der Abbau der temporär verlegten Strecke. Heute deutet fast nichts mehr auf die frühere Existenz dieser Strecke hin, lediglich ein Straßenabschnitt in Weesen wird noch „Bahnhof“ genannt. In der Nähe des Hofs Severloh, östlich des Bornriethmoors, ist am Citronenberg der Einschnitt der Trasse noch als Längsgraben zu erkennen.

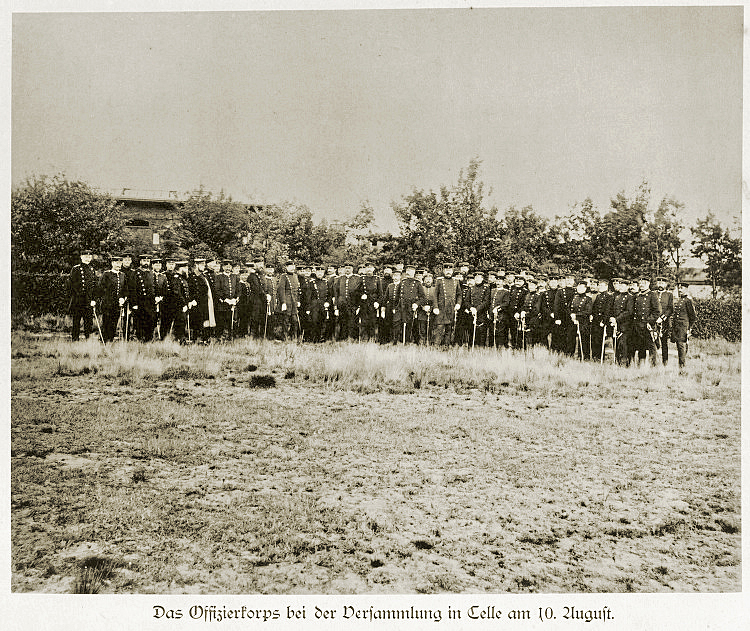
Offizierkorps am 10. August 1892 in Celle
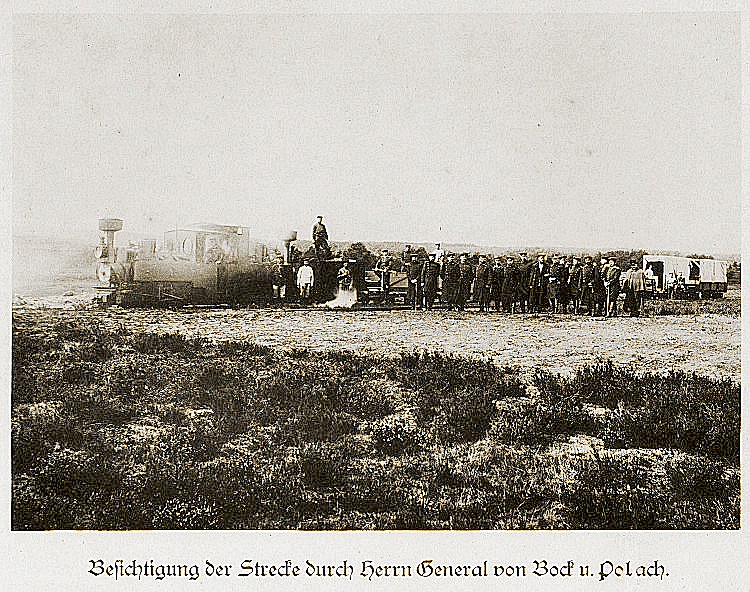
Besichtigung der Strecke durch General von Bock u. Polach
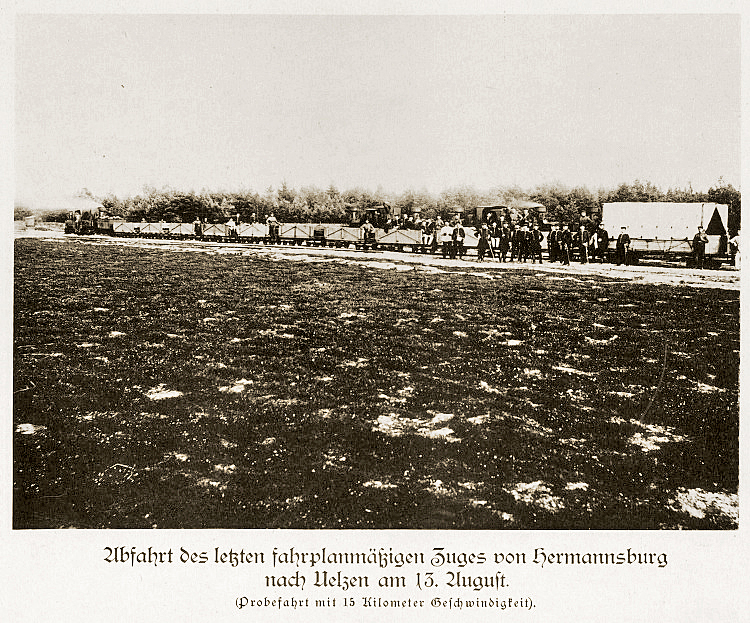
Letzter fahrplanmäßiger Zug am 13. August 1892 (mit 15 km/h)